# Гай Аппулей Диокл
Гай Аппуле́й Дио́кл (лат. Gaius Appuleius Diocles; 104, Ламегу — 146, Палестрина, Лацио) — древнеримский колесничий. Считается самым высокооплачиваемым спортсменом в истории.

## Ранние годы
Родился примерно в 104 году в римской провинции Лузитания (ныне Ламегу, Португалия). Его отец владел небольшим транспортным бизнесом, и семья была сравнительно благополучной. Считается, что Диокл начал участвовать в гонках в возрасте 18 лет в Илерде (сегодняшняя Лерида, Испания). Череда побед за пределами его родины принесла ему международную известность и подтолкнула его к поездке в Рим.

## Карьера в Риме
Приехав в Рим, он начал выступать в гонках колесниц на крупнейшем стадионе-ипподроме «Большой цирк». Сперва Гай Аппулей Диокл защищал цвета «Белой команды». Через шесть лет, в возрасте 24-х лет, он стал выступать за «Зелёную команду». В 27 лет Гай Аппулей Диокл перешёл в «Красную команду», в которой выступал до самого конца своей карьеры. Последнюю гонку провёл в возрасте 42-х лет; карьера Гая Аппулея Диокла необычно долга, так как гонки на колесницах были опасным видом спорта, часто в результате падения с колесниц спортсмены гибли или становились инвалидами.

### Доходы
Гай Аппулей Диокл принял участие в 4257 гонках, одержав 1462 победы. За свою карьеру он заработал 35 863 120 сестерциев (эта сумма была выбита на его памятнике, воздвигнутом болельщиками), что, согласно оценкам профессора Чикагского университета Питер Страка, приблизительно эквивалентно 15 миллиардам долларов США 2010 года. Эта сумма оказалась впятеро больше активов самых крупных и богатых губернаторов Рима, и при желании атлет мог год кормить столицу хлебом либо оплачивать жалование бесчисленной армии империи пару месяцев.